# Austerlitzi csata
Az austerlitzi csata vagy más néven a három császár csatája a harmadik koalíciós háború ütközete, Napóleon legfényesebb győzelmeinek egyike volt 1805-ben Austerlitznél (ma: Slavkov u Brna, Csehország). Napóleon a csatában legyőzte a névlegesen Kutuzov tábornok vezette orosz–osztrák hadsereget.

## Előzmények

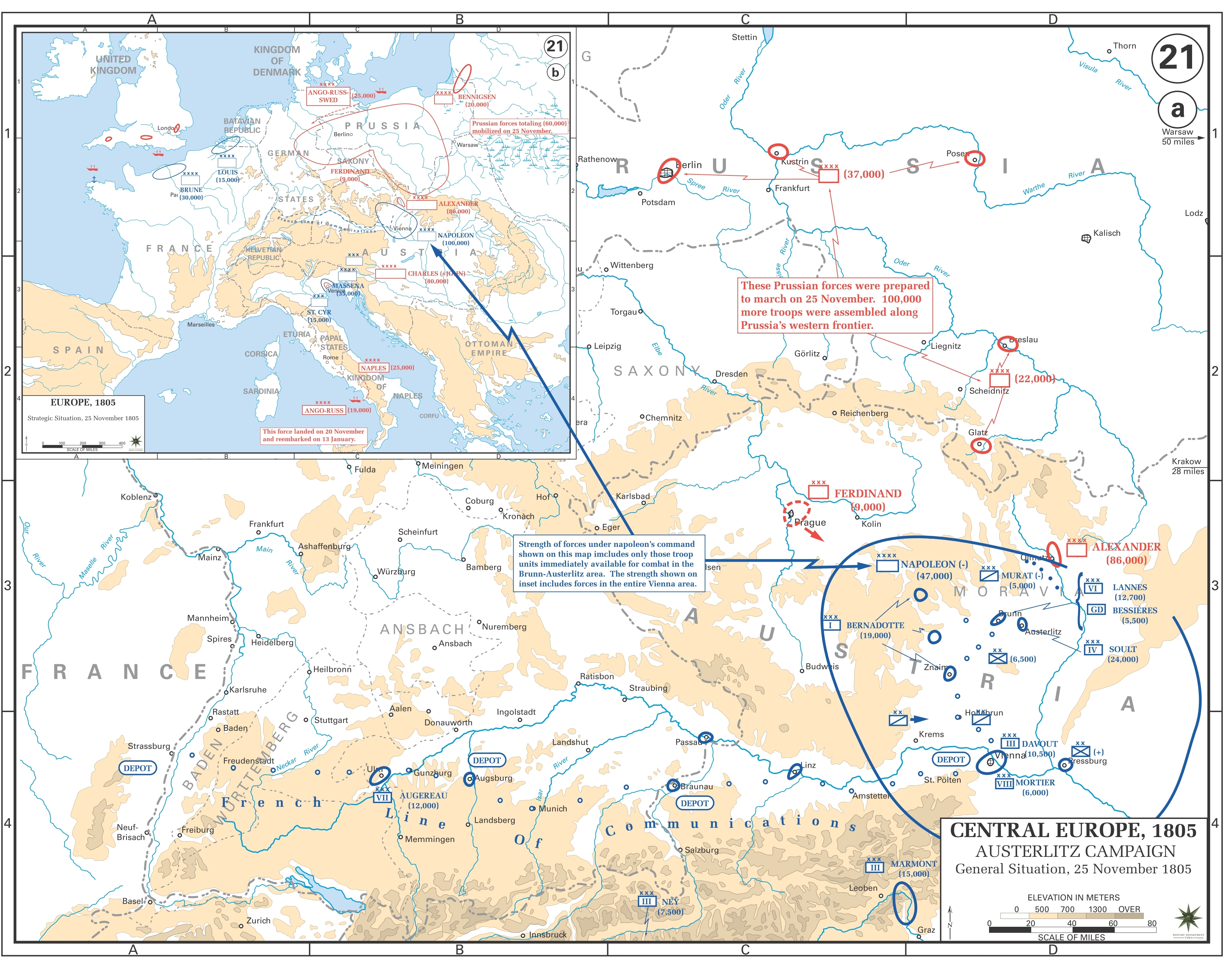
A hadi helyzet 1805. november 25-én

Miután a francia csapatok 1805. november 13-án bevonultak Bécsbe, tovább üldözték a Morvaországba visszahúzódó szövetséges orosz–osztrák csapatokat. I. Sándor orosz cár megérkezésével a csapatok irányítása kikerült Kutuzov tábornok kezéből. A szövetséges uralkodók úgy döntöttek, hogy Austerlitztől (ma Slavkov u Brna, Csehország) nyugatra ütköznek meg Napóleonnal, ezért elfoglalták a pratzeni magaslatot (ma Prace település mellett), amelyet Napóleon szándékosan ürített ki, hogy ezzel csapdát állítson az ellenséges haderőknek.

## A csata
A szövetségesek 40 000 emberrel indították meg a fő támadásukat a délen elhelyezkedő francia jobbszárny ellen, azzal a szándékkal, hogy azt elvágják Bécstől. Miközben Davout marsall 10 500 főnyi hadteste makacs ellenállást tanúsított ezzel a támadással szemben, és visszaverte a melléktámadást, amelyet a szövetségesek intéztek az északi szárny ellen, Napóleon császár Soult marsallt 20 000 gyalogossal megindította a domboldalnak, hogy a pratzeni magaslaton felálló gyenge szövetséges középhadat összezúzza. Soult elfoglalta a fennsíkot és meg is tartotta a szövetségesek visszafoglalási kísérleteivel szemben annak a 25 000 főnyi erősítésnek köszönhetően, amit Napóleon küldött neki a tartalékból. A szövetséges erőket csakhamar kettészakították és a fennsíktól északra és délre is nagy erőkkel támadást indítottak. Ennek eredményeképpen a szövetséges haderőt megfutamították.

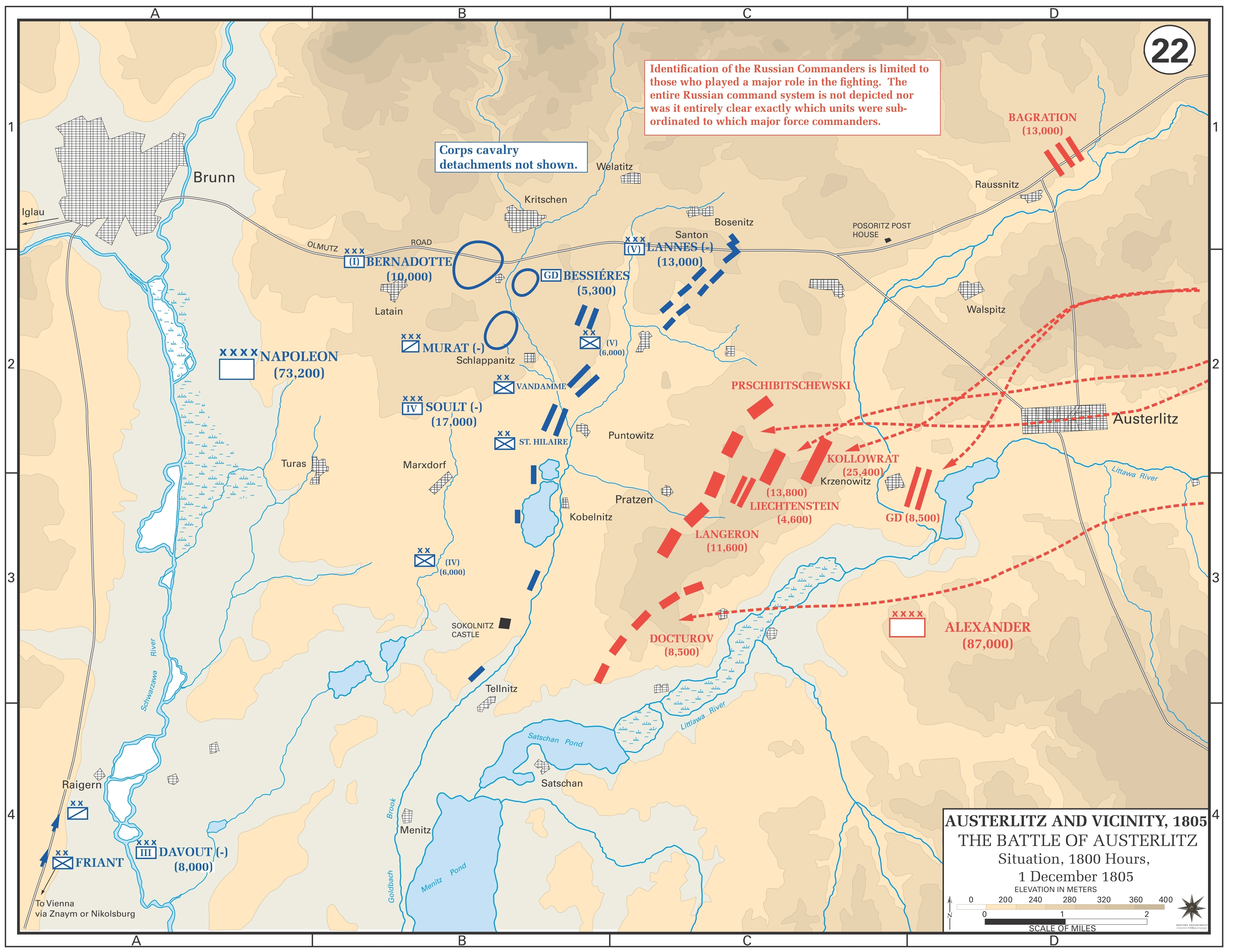
A francia (kék) és szövetséges (vörös) csapatok elhelyezhedése 1805. december 1-jén 18:00-kor
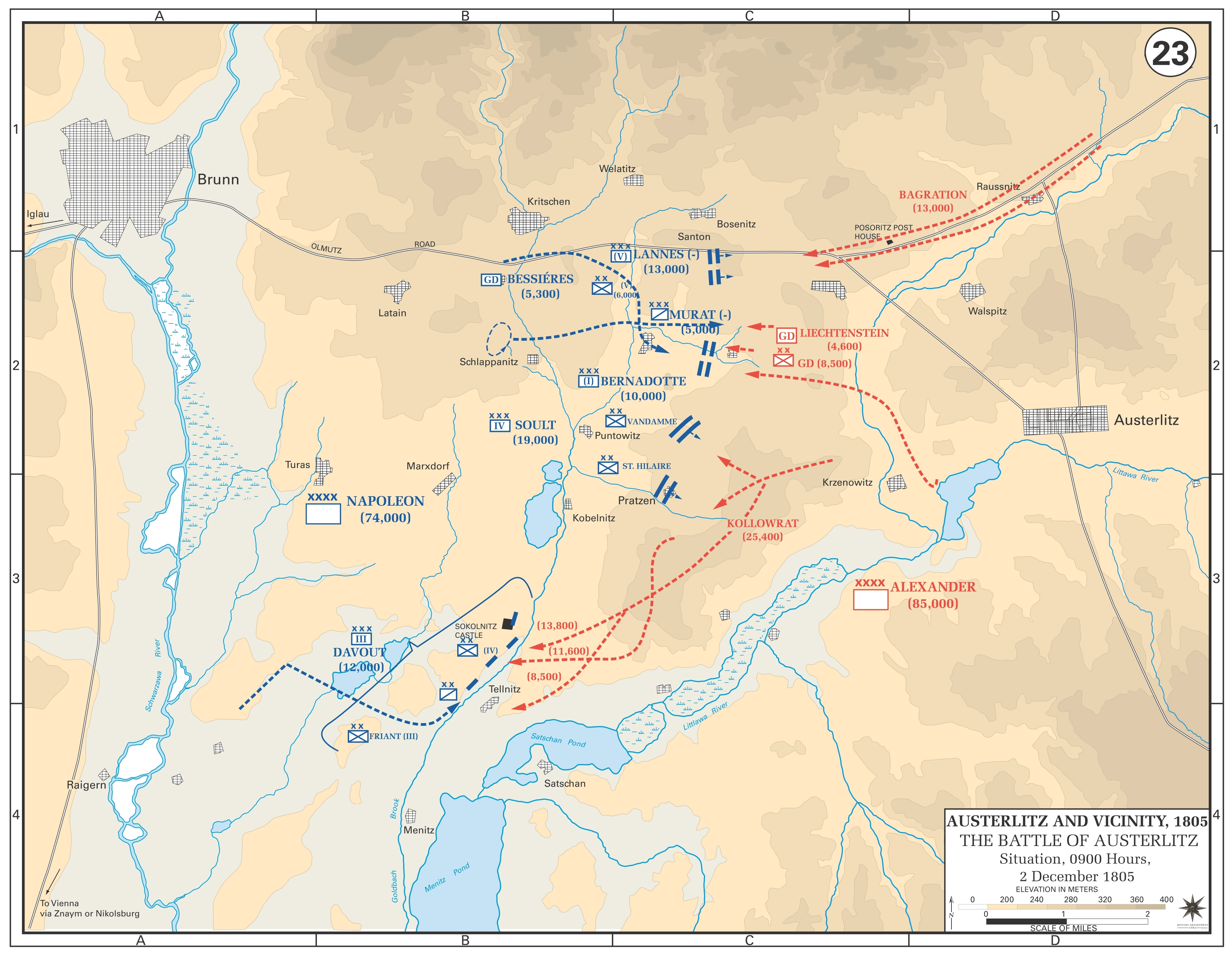
A hadi helyzet 1805. december 2-án 9:00-kor
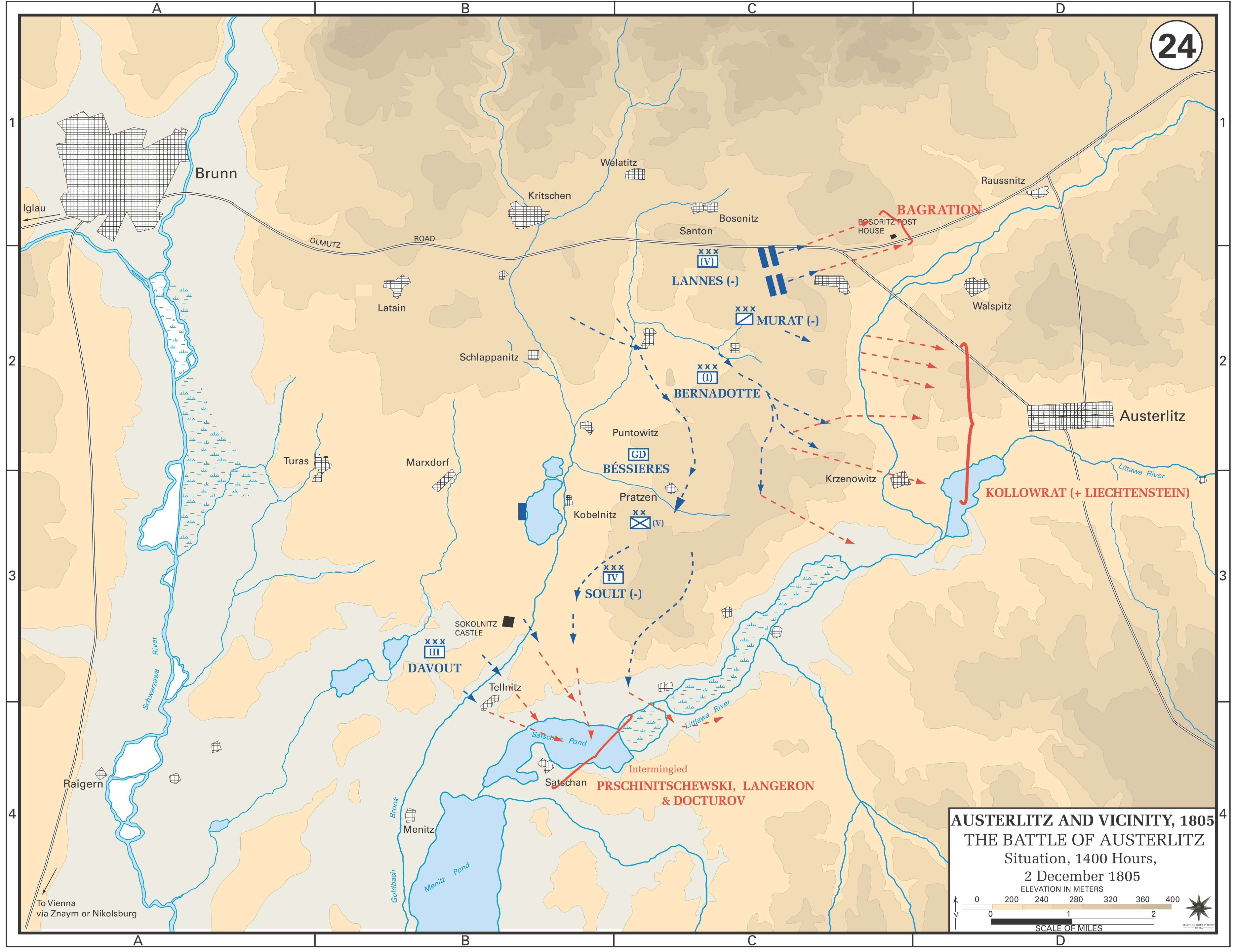
A hadi helyzet 1805. december 2-án 14:00-kor

## Eredményei
A szövetségesek jelentős veszteségeket szenvedtek. A hadsereg maradékát a franciák szétszórták. Két nappal később I. Ferenc osztrák császár beleegyezett a hadi cselekmények beszüntetésébe és megegyezett I. Sándor cárral, hogy visszavonja hadseregét Oroszországba. Végül Ausztria is kénytelen volt békét kötni Franciaországgal (pozsonyi béke), az Orosz Birodalom pedig egy ideig nem vehetett részt a Franciaország elleni szövetségekben.

Panorámakép a csatatérről napjainkban

## A francia hadsereg hadrendje Austerlitznél
| Főparancsnok                                                                      | I. Napóleon francia császár | I. Napóleon francia császár | I. Napóleon francia császár | I. Napóleon francia császár |
| --------------------------------------------------------------------------------- | --- | --- | --- | --- |
| Szárnysegédek                                                                     | Caffarelli hadosztálytábornok (kijelölt),Jean Andoche Junot hadosztálytábornok, Anne Jean Marine René Savarly hadosztálytábornok, Antoine Joseph Bernard dandártábornok, Charles Mathieu Gardane dantártábornok, Jean Léonor Fracois Lemarois dandártábornok, Georges Mouton dandártábornok, Jean Rapp dandártábornok | Caffarelli hadosztálytábornok (kijelölt),Jean Andoche Junot hadosztálytábornok, Anne Jean Marine René Savarly hadosztálytábornok, Antoine Joseph Bernard dandártábornok, Charles Mathieu Gardane dantártábornok, Jean Léonor Fracois Lemarois dandártábornok, Georges Mouton dandártábornok, Jean Rapp dandártábornok | Caffarelli hadosztálytábornok (kijelölt),Jean Andoche Junot hadosztálytábornok, Anne Jean Marine René Savarly hadosztálytábornok, Antoine Joseph Bernard dandártábornok, Charles Mathieu Gardane dantártábornok, Jean Léonor Fracois Lemarois dandártábornok, Georges Mouton dandártábornok, Jean Rapp dandártábornok | Caffarelli hadosztálytábornok (kijelölt),Jean Andoche Junot hadosztálytábornok, Anne Jean Marine René Savarly hadosztálytábornok, Antoine Joseph Bernard dandártábornok, Charles Mathieu Gardane dantártábornok, Jean Léonor Fracois Lemarois dandártábornok, Georges Mouton dandártábornok, Jean Rapp dandártábornok |
| Táborkari fönők                                                                   | Louis-Alexander Berthier marsall | Louis-Alexander Berthier marsall | Louis-Alexander Berthier marsall | Louis-Alexander Berthier marsall |
| Fősszállásmester                                                                  | Mathieu Dumas hadosztálytábornok | Mathieu Dumas hadosztálytábornok | Mathieu Dumas hadosztálytábornok | Mathieu Dumas hadosztálytábornok |
| Haditérképészeti felügyelő                                                        | Nicolas Antoine Sanson dandártábornok | Nicolas Antoine Sanson dandártábornok | Nicolas Antoine Sanson dandártábornok | Nicolas Antoine Sanson dandártábornok |
| Tűzérségi felügyelő                                                               | Nicolas Marie Songis des Courbons hadosztálytábornok | Nicolas Marie Songis des Courbons hadosztálytábornok | Nicolas Marie Songis des Courbons hadosztálytábornok | Nicolas Marie Songis des Courbons hadosztálytábornok |
| Hadimérnökök felügyelője                                                          | Armand Samuel Maréscot hadosztálytábornok | Armand Samuel Maréscot hadosztálytábornok | Armand Samuel Maréscot hadosztálytábornok | Armand Samuel Maréscot hadosztálytábornok |
|                                                                                   | Zászlóalj/ Lovaszszázad/ Löveg | Létszám | Megjegyzés | |
| Kisérő lovasszázad különítmény                                                    | 0,5 | 61 | | |
| 1.Hadtest                                                                         | Jea-Bapistee Jules Bernadotte marsall | Jea-Bapistee Jules Bernadotte marsall | Jea-Bapistee Jules Bernadotte marsall | 11 281 |
| 1.hadosztály                                                                      | Oliver Macroux Rivaud de la Raffiniére hadosztálytábornok | Oliver Macroux Rivaud de la Raffiniére hadosztálytábornok | Oliver Macroux Rivaud de la Raffiniére hadosztálytábornok | 5266 |
| 1.dandár                                                                          | Charles Macoux Rivaud de la Raffinére hadosztálytábornok | Charles Macoux Rivaud de la Raffinére hadosztálytábornok | Charles Macoux Rivaud de la Raffinére hadosztálytábornok | |
| 8.sorgyalogezred Jean Fracois Étienne Autie ezredes                               | 3 | 1858 | | |
| 45.sorgyalogezred Jean Léonard Barrie ezredes                                     | 3 | 1603 | | |
| 2.dandár                                                                          | Michel Marie Pachthod dandártábornok | Michel Marie Pachthod dandártábornok | Michel Marie Pachthod dandártábornok | |
| 54.sorgyalogezred Armand Philippon ezredes                                        | 3 | 1614 | | |
| Tüzérség                                                                          | | | | |
| 1.század, 8.gyalogostűzér-ezred                                                   | 6 | 191 | | |
| 2.század, 3.lovastüzér-ezred                                                      | 6 | 191 | | |
| 2.hadosztály                                                                      | Jean-Baptiste Drouet hadosztálytábornok | Jean-Baptiste Drouet hadosztálytábornok | Jean-Baptiste Drouet hadosztálytábornok | 6015 |
| 1.dandár                                                                          | Fracois Jean Werlé dandártábornok | Fracois Jean Werlé dandártábornok | Fracois Jean Werlé dandártábornok | |
| 27. könnyűgyalogezred Jean-Baptiste Charnoet ezredes                              | 3 | 2069 | | |
| 2.dandár                                                                          | Benrard Georges Francois Frére dandártábornok | Benrard Georges Francois Frére dandártábornok | Benrard Georges Francois Frére dandártábornok | |
| 94.sorgyalogezred Jean Nicolas Razout ezredes                                     | 3 | 1814 | | |
| 95.sorgyalogezred Marc Nicolas Louis Pécheux ezredes                              | 3 | 1903 | | |
| Tüzérség                                                                          | | | | |
| 2.század 8.gyalogos-tüzérezred                                                    | 6 | 229 | | |
| 3.század                                                                          | 6 | 229 | | |
| 3.Hadtest                                                                         | Louis Nicolas Davout marsall | Louis Nicolas Davout marsall | Louis Nicolas Davout marsall | 5656 |
| 2.hadosztály                                                                      | Lois Friant hadosztálytábornok | Lois Friant hadosztálytábornok | Lois Friant hadosztálytábornok | 3773 |
| Előőrsdandár                                                                      | Étienne Hedudelet de Bierre dandártábornok | Étienne Hedudelet de Bierre dandártábornok | Étienne Hedudelet de Bierre dandártábornok | Étienne Hedudelet de Bierre dandártábornok |
| 108.sorgyalogezred Joseph Higonet ezredes                                         | 2 | 818 | | |
| 15.könnyű gyalogezred                                                             | | 63 | 2 század | |
| 1.dandár                                                                          | Georges Kister dandártábornok | Georges Kister dandártábornok | Georges Kister dandártábornok | Georges Kister dandártábornok |
| 15.könnyű gyalogezred Jean Michel Geither őrnagy                                  | 2 | 317 | 10 (Nem számolva az előőrshöz és az 5.gránátosezredhez kikülönített erőket) | |
| 33.sorgyalogezred                                                                 | 2 | 317 | | |
| 2.dandár                                                                          | Pierre-Charles Lochet dandártábornok | Pierre-Charles Lochet dandártábornok | Pierre-Charles Lochet dandártábornok | Pierre-Charles Lochet dandártábornok |
| 48.sorgyalgozered Joseph Barbanegre ezredes                                       | 2 | 633 | | |
| 111.sorgyalgozered Jacques Barbanegre ezredes                                     | 2 | 720 | | |
| Tüzérség                                                                          | | | | |
| 2.század 7.gyalogos-tüzérezred                                                    | 6 | 286 | | |
| 1.század, 5.lovastüzér-ezred                                                      | 3 | 286 | | |
| lovasság                                                                          | | | | |
| 1.dragonyosezred Jean Thomas arrighi de Casanova ezredes                          | 3 | 329 | 1. dragonyoshadosztályból kikülönítve | |
| 4.dragonyoshadosztály                                                             | Francois Antoine Louis Borcier hadosztálytábornok | Francois Antoine Louis Borcier hadosztálytábornok | Francois Antoine Louis Borcier hadosztálytábornok | 1883 |
| 1.dandár                                                                          | Jean-Baptiste Antoine Laplanche dandártábornok | Jean-Baptiste Antoine Laplanche dandártábornok | Jean-Baptiste Antoine Laplanche dandártábornok | Jean-Baptiste Antoine Laplanche dandártábornok |
| 15.dragonyosezred Nicolas Martin Barthélemy ezredes                               | 3 | 338 | | |
| 17.dragonyosezred Joseph Nicolas de Saint Dizier ezredes                          | 3 | 364 | | |
| 27.dragonyosezred                                                                 | 3 | 347 | | |
| 2.dandár                                                                          | Louis-Michel Sahuc dandártábornok | Louis-Michel Sahuc dandártábornok | Louis-Michel Sahuc dandártábornok | Louis-Michel Sahuc dandártábornok |
| 18.dragonyosezred Charles lefebvre-Desnouettes ezredes                            | 3 | 334 | | |
| 19.dragonyosezred Auguste Jean-Gabriel Caulaincourt ezredes                       | 3 | 412 | | |
| 4.Hadtest                                                                         | Nicolas Jean-De-Dieu Soult marsall | Nicolas Jean-De-Dieu Soult marsall | Nicolas Jean-De-Dieu Soult marsall | 25 904 |
| 1.hadosztály                                                                      | Louis Vincent Joseph Le Blond de Saint-Hilare hadosztálytábornok | Louis Vincent Joseph Le Blond de Saint-Hilare hadosztálytábornok | Louis Vincent Joseph Le Blond de Saint-Hilare hadosztálytábornok | 8568 |
| 1.dandár                                                                          | Charles Antoine Louis Alexis Morand dandártábornok | Charles Antoine Louis Alexis Morand dandártábornok | Charles Antoine Louis Alexis Morand dandártábornok | Charles Antoine Louis Alexis Morand dandártábornok |
| 10.könnyű gyalogezred Pierre Charles Pouzelt ezredes                              | 2 | 1488 | | |
| 2.dandár                                                                          | Paul Charles François Adrien Henri Dieudonné, Baron Thiébault dandártábornok | Paul Charles François Adrien Henri Dieudonné, Baron Thiébault dandártábornok | Paul Charles François Adrien Henri Dieudonné, Baron Thiébault dandártábornok | Paul Charles François Adrien Henri Dieudonné, Baron Thiébault dandártábornok |
| 14.sorgyalgozered Jacques Francois Marc Mazas ezredes                             | 2 | 2051 | | |
| 36.sorgyalgozered Antoine CharlesHoubard de Lamotte ezredes                       | 2 | 1592 | | |
| 3.dandár                                                                          | Louis-Prix Varé dandártábornok | Louis-Prix Varé dandártábornok | Louis-Prix Varé dandártábornok | Louis-Prix Varé dandártábornok |
| 43.sorgyalgozered Guillaume Raymond Amant Vivés ezredes                           | 2 | 1593 | | |
| 55.sorgyalgozered François Roch Ledru des Essarts ezredes                         | 2 | 1614 | | |
| Tüzérség                                                                          | | | | |
| 12.század 5.gyalogos-tüzérezred                                                   | 8 | 230 | Az ellátóoszloppal együtt | |
| 2.hadosztály                                                                      | Dominique-Joseph René Vandamme hadosztálytábornok | Dominique-Joseph René Vandamme hadosztálytábornok | Dominique-Joseph René Vandamme hadosztálytábornok | 8346 |
| 1.dandár                                                                          | Joseph François Ignace Maximilien Schiner dandártábornok | Joseph François Ignace Maximilien Schiner dandártábornok | Joseph François Ignace Maximilien Schiner dandártábornok | Joseph François Ignace Maximilien Schiner dandártábornok |
| 25.könnyű gyalogezred Bernard Pourailly ezredes                                   | 2 | 1310 | | |
| 2.dandár                                                                          | Claude François Ferey dandártábornok | Claude François Ferey dandártábornok | Claude François Ferey dandártábornok | Claude François Ferey dandártábornok |
| 46.sorgyalgozered Guillaume Latrille de Lore                                      | 2 | 1559 | | |
| 57.sorgyalgozered Jean Pierre Antoine Rey ezredes                                 | 2 | 1771 | | |
| 3.dandár                                                                          | Jacques Lazare Savettier de Candras dandártábornok | Jacques Lazare Savettier de Candras dandártábornok | Jacques Lazare Savettier de Candras dandártábornok | Jacques Lazare Savettier de Candras dandártábornok |
| 4.sorgyalgozered Auguste Julien Bigarré őrnagy                                    | 2 | 1822 | | |
| 28.sorgyalgozered Jean Georges Edighoffen ezredes                                 | 2 | 1636 | | |
| Tüzérség                                                                          | | | | |
| 13.század                                                                         | 8 | 248 | Az ellátóoszloppal együtt | |
| 5.gyalogos-tüzérezred                                                             | | | | |
| 3.hadosztály                                                                      | Claude-Juste-Alexandre Legrand hadosztálytábornok | Claude-Juste-Alexandre Legrand hadosztálytábornok | Claude-Juste-Alexandre Legrand hadosztálytábornok | 7949 |
| 1.dandár                                                                          | Pierre Hugues Victoire Merle dandártábornok | Pierre Hugues Victoire Merle dandártábornok | Pierre Hugues Victoire Merle dandártábornok | Pierre Hugues Victoire Merle dandártábornok |
| 25.könnyű gyalogezred Francois René Pouget ezredes                                | 2 | 1587 | | |
| 2.dandár                                                                          | Victor Levasseur dandártábornok | Victor Levasseur dandártábornok | Victor Levasseur dandártábornok | Victor Levasseur dandártábornok |
| 18.sorgyalgozered Jean-Baptiste Ambroise Ravier ezredes                           | 2 | 1507 | | |
| 75.sorgyalgozered Francois l'Huillier ezredes                                     | 2 | 1532 | | |
| Corses-lövészzászlóalj                                                            | 1 | 635 | | |
| 3.dandár                                                                          | Jean-Baptiste Michel Féry dandártábornok | Jean-Baptiste Michel Féry dandártábornok | Jean-Baptiste Michel Féry dandártábornok | Jean-Baptiste Michel Féry dandártábornok |
| Pô-lövészzászlóalj Étienne Hulot ezredes                                          | 1 | 587 | | |
| 3.sorgyalgozered Laurent Schobert ezredes                                         | 3 | 1888 | | |
| Tüzérség                                                                          | | | | |
| 14.század 5.gyalogos-tüzérezred                                                   | 8 | 213 | Az ellátóoszloppal együtt | |
| Könnyülovasdandár                                                                 | Pierre Margaron hadosztálytábornok | Pierre Margaron hadosztálytábornok | Pierre Margaron hadosztálytábornok | Pierre Margaron hadosztálytábornok |
| 11.vadászezred Bertrand Bessiéres ezredes                                         | 3 | 317 | | |
| 26.vadászezred Alexandre Elsabeth Michel Digeon ezredes                           | 3 | 331 | | |
| 14.század, 5.lovastüzér-ezred                                                     | 5 | 143 | Az ellátóoszloppal együtt | |
| Hadtesttüzérség                                                                   | | | | |
| 17.és 18. század, 5.gyalogos-tüzérezred Fontenoy dandártábornok                   | 6 | 250 | 6 db 12 fontos löveg | |
| Különítmény                                                                       | | | | |
| 8. huszárezred Jean-Baptiste Francheschi-Delsone ezredes                          | 3 | 276 | A 4.Hadtest lovasdandárjából kikülönítve – Margaron. Auspitznál hagyták dec.2-án délután érkezett meg. A 4. hadtest létszámában nincs benne , de az összhaderőben igen. | |
| 5.Hadtest                                                                         | Jean Lannes marsall | Jean Lannes marsall | Jean Lannes marsall | 13 227 |
| 3.hadosztály                                                                      | Louis Gabriel Suchet hadosztálytábornok | Louis Gabriel Suchet hadosztálytábornok | Louis Gabriel Suchet hadosztálytábornok | 6857 |
| 1.dandár                                                                          | Michel Marie Claparéde dandártábornok | Michel Marie Claparéde dandártábornok | Michel Marie Claparéde dandártábornok | |
| 17.könnyű gyalogezred Honoré Antoine de Ve del ezredes                            | 2 | 1373 | | |
| 2.dandár                                                                          | Nicolas Léonard Bager Beker dandártábornok | Nicolas Léonard Bager Beker dandártábornok | Nicolas Léonard Bager Beker dandártábornok | Nicolas Léonard Bager Beker dandártábornok |
| 34.sorgyalgozered Jean Antoine Dejean ezredes                                     | 2 | 1615 | | |
| 40.sorgyalgozered Francois Marc Guillaume Legendre d'Harvesse ezredes             | 2 | 1149 | | |
| 3.dandár                                                                          | Jean-Marie Mellon Roger Valhubert dandártábornok | Jean-Marie Mellon Roger Valhubert dandártábornok | Jean-Marie Mellon Roger Valhubert dandártábornok | Jean-Marie Mellon Roger Valhubert dandártábornok |
| 64.sorgyalgozered Claude Nerin ezredes                                            | 2 | 1052 | | |
| 88.sorgyalgozered Philibert Jean-Baptiste Francois Curial ezredes                 | 2 | 1428 | | |
| Tüzérség                                                                          | | | | |
| 15.század 5.gyalogos-tüzérezred                                                   | 8 | 191 | | |
| 16.század 5.gyalogos-tüzérezred                                                   | 2 | 191 | | |
| 5.század 5.gyalogos-tüzérezred                                                    | 4 | 191 | | |
| A 3. hadtesből kikülönítve                                                        | Marie-François Auguste de Caffarelli du Falga hadosztálytábornok | Marie-François Auguste de Caffarelli du Falga hadosztálytábornok | Marie-François Auguste de Caffarelli du Falga hadosztálytábornok | 6370 |
| 1.dandár                                                                          | Joseph Laurent Demont dandártábornok | Joseph Laurent Demont dandártábornok | Joseph Laurent Demont dandártábornok | Joseph Laurent Demont dandártábornok |
| 17.sorgyalgozered Nicolas Francois Conroux ezredes                                | 2 | 1561 | | |
| 30.sorgyalgozered Francois Valterre ezredes                                       | 2 | 1011 | | |
| 2.dandár                                                                          | Jean Louis De Billy dandártábornok | Jean Louis De Billy dandártábornok | Jean Louis De Billy dandártábornok | Jean Louis De Billy dandártábornok |
| 51.sorgyalgozered Joseph Alphonse Hyacinthe Alexander Bonnet d'Honniéres ezredes  | 2 | 1214 | | |
| 61.sorgyalgozered Jean Nicolas ezredes                                            | 2 | 1175 | | |
| 3.dandár                                                                          | Georges-Henri Eppler dandártábornok | Georges-Henri Eppler dandártábornok | Georges-Henri Eppler dandártábornok | Georges-Henri Eppler dandártábornok |
| 13.könnyű gyalogezred Pierre Castex ezredes                                       | 2 | 1240 | | |
| Tüzérség                                                                          | | | | |
| 1.század 7.gyalogos-tüzérezred                                                    | 6 | 169 | | |
| === Lovassági Tartalék ===                                                        | Joachim Murat marsall | Joachim Murat marsall | Joachim Murat marsall | 7543 |
| 1.nehézlovas-hadosztály                                                           | Étienne Marie Antoine Champion de Nansouty hadosztálytábornok | Étienne Marie Antoine Champion de Nansouty hadosztálytábornok | Étienne Marie Antoine Champion de Nansouty hadosztálytábornok | 1479 |
| 1.dandár                                                                          | Joseph Piston dandártábornok | Joseph Piston dandártábornok | Joseph Piston dandártábornok | Joseph Piston dandártábornok |
| 1.karabélyosezred Antoine Cristophe Cochois ezredes                               | 3 | 195 | | |
| 2.karabélyosezred Pierre-Nicolas Morin ezredes                                    | 3 | 182 | | |
| 2.dandár                                                                          | Armand Lebrun de La Houssaye dandártábornok | Armand Lebrun de La Houssaye dandártábornok | Armand Lebrun de La Houssaye dandártábornok | Armand Lebrun de La Houssaye dandártábornok |
| 2.vértesezred Jean Fréddéric Yvendorf ezredes                                     | 3 | 249 | | |
| 9.vértesezred Jean Pierre Domurec ezredes                                         | 3 | 250 | | |
| 3.dandár                                                                          | Antoine-Louis Decrest de Saint-Germain dandártábornok | Antoine-Louis Decrest de Saint-Germain dandártábornok | Antoine-Louis Decrest de Saint-Germain dandártábornok | Antoine-Louis Decrest de Saint-Germain dandártábornok |
| 3.vértesezred Claude Antoine Preval ezredes                                       | 3 | 279 | | |
| 12.vértesezred Jacques Roland Belfort ezredes                                     | 3 | 232 | | |
| Tüzérség                                                                          | | | | |
| 2.század, 2.lovastüzér-ezred                                                      | 3 | 92 | | |
| 2.nehézlovas-hadosztály                                                           | Jean-Joseph Ange d'Hautpoul hadosztálytábornok | Jean-Joseph Ange d'Hautpoul hadosztálytábornok | Jean-Joseph Ange d'Hautpoul hadosztálytábornok | 1128 |
| 1.dandár                                                                          | Francois-Xavier Octavie Fontaine örnagy | Francois-Xavier Octavie Fontaine örnagy | Francois-Xavier Octavie Fontaine örnagy | Francois-Xavier Octavie Fontaine örnagy |
| 1.vértesezred Marie Adrian Francois Guiton ezredes                                | 3 | 298 | | |
| 5.vértesezred Jean-Baptiste Noirot ezredes                                        | 3 | 270 | | |
| 2.dandár                                                                          | Raymond-Gaspard de Bonardi de Saint-Sulpice gróf dandártábornok | Raymond-Gaspard de Bonardi de Saint-Sulpice gróf dandártábornok | Raymond-Gaspard de Bonardi de Saint-Sulpice gróf dandártábornok | Raymond-Gaspard de Bonardi de Saint-Sulpice gróf dandártábornok |
| 10.vértesezred Pierre Francois Lataye ezredes                                     | 3 | 224 | | |
| 11.vértesezred Albert Louis Emmanuel Fouler ezredes                               | 3 | 251 | | |
| Tüzérség                                                                          | | | | |
| 4.század, 2.lovastüzér-ezred                                                      | 3 | 85 | | |
| 2.dragonyoshadosztály                                                             | Frédéric Henri Walther hadosztálytábornok | Frédéric Henri Walther hadosztálytábornok | Frédéric Henri Walther hadosztálytábornok | 1217 |
| 1.dandár                                                                          | Horace François Bastien Sébastiani de La Porta dandártábornok | Horace François Bastien Sébastiani de La Porta dandártábornok | Horace François Bastien Sébastiani de La Porta dandártábornok | Horace François Bastien Sébastiani de La Porta dandártábornok |
| 3.dragonyosezred Edmé Nicolas Fiteu ezredes                                       | 3 | 177 | | |
| 6.dragonyosezred Jacques Lebaron ezredes                                          | 3 | 150 | | |
| 2.dandár                                                                          | Mansuy Mansuy Roget, Baron de Belloquet dandártábornok | Mansuy Mansuy Roget, Baron de Belloquet dandártábornok | Mansuy Mansuy Roget, Baron de Belloquet dandártábornok | Mansuy Mansuy Roget, Baron de Belloquet dandártábornok |
| 10.dragonyosezred Jacques Marie Cavaignac ezredes                                 | 3 | 207 | | |
| 11.dragonyosezred Ferdinand Pierre Agathé Bourdon ezredes                         | 3 | 196 | | |
| 3.dandár                                                                          | André Joseph Boussart dandártábornok | André Joseph Boussart dandártábornok | André Joseph Boussart dandártábornok | André Joseph Boussart dandártábornok |
| 13.dragonyosezred Armand Louis Broc ezredes                                       | 3 | 269 | | |
| 22.dragonyosezred Jean Auguste Carrié ezredes                                     | 3 | 134 | | |
| Tüzérség                                                                          | | | | |
| 2.század, 2.lovastüzér-ezred                                                      | 3 | 84 | | |
| 3.dragonyoshadosztály                                                             | Charles Joseph Boyé dandártábornok | Charles Joseph Boyé dandártábornok | Charles Joseph Boyé dandártábornok | 1172 |
| Beaumont hadosztálytábornok betegsége miatt december 2-án Boyé volt a parancsnok. | | | | |
| 1.dandár                                                                          | Charles Joseph Boyé dandártábornok | Charles Joseph Boyé dandártábornok | Charles Joseph Boyé dandártábornok | Charles Joseph Boyé dandártábornok |
| 5.dragonyosezred Jacques Nicolas Lacour ezredes                                   | 3 | 234 | | |
| 8.dragonyosezred Louis Beckler ezredes                                            | 3 | 289 | | |
| 12.dragonyosezred Joseph Pagés ezredes                                            | 3 | 297 | | |
| 2.dandár                                                                          | Nicolas Joseph Scalfort dandártábornok | Nicolas Joseph Scalfort dandártábornok | Nicolas Joseph Scalfort dandártábornok | Nicolas Joseph Scalfort dandártábornok |
| 9.dragonyosezred Pierre Honoré Anne Maupetit ezredes                              | 3 | 291 | | |
| 16.dragonyosezred Francois Marie Clément ezredes                                  | 3 | 242 | | |
| 21.dragonyosezred Jean-Baptiste Charles Rene Joseph Mas de Polart ezredes         | 3 | 285 | | |
| Tüzérség                                                                          | | | | |
| 3.század, 2.lovastüzér-ezred                                                      | 3 | 85 | | |
| Az 1.hadtestből kikülönítve                                                       | François Étienne Kellermann dandártábornok | François Étienne Kellermann dandártábornok | François Étienne Kellermann dandártábornok | 1267 |
| 1.dandár                                                                          | Joseph Denis Picard dandártábornok | Joseph Denis Picard dandártábornok | Joseph Denis Picard dandártábornok | Joseph Denis Picard dandártábornok |
| 2.huszárezred Igance Wilhelm Rith ezredes                                         | 3 | 328 | | |
| 2.huszárezred Francois Xavier Nicolas Schwartz ezredes                            | 3 | 342 | | |
| 2.dandár                                                                          | Frédéric Christophe Henri Pierre Claude Marizy dandártábornok | Frédéric Christophe Henri Pierre Claude Marizy dandártábornok | Frédéric Christophe Henri Pierre Claude Marizy dandártábornok | Frédéric Christophe Henri Pierre Claude Marizy dandártábornok |
| 4.huszárezred André Burthe ezredes                                                | 3 | 280 | | |
| 5.vadászezred Claude Louis Constant Esprit Juvénal Corbineau ezredes              | 3 | 317 | | |
| Könnyűlovasdandár                                                                 | Édouard Jean Baptiste Milhaud dandártábornok | Édouard Jean Baptiste Milhaud dandártábornok | Édouard Jean Baptiste Milhaud dandártábornok | 423 |
| 16.vadászezred Antoine Jean Auguste Henri Durosnel ezredes                        | 3 | 205 | | |
| 22.vadászezred Marie Victor Nicolas de Fay de Latour-Maubourg ezredes             | 3 | 218 | | |
| Az 5. hadtesből kikülönítve                                                       | Anne-François-Charles Trelliard dandártábornok | Anne-François-Charles Trelliard dandártábornok | Anne-François-Charles Trelliard dandártábornok | 306 |
| 9.huszárezred Étienne Guyot ezredes                                               | 3 | 145 | | |
| 10.huszárezred Carriére Beaumont ezredes                                          | 3 | 161 | | |
| Tartalék                                                                          | I. Napóleon Francia Császár | I. Napóleon Francia Császár | I. Napóleon Francia Császár | 10668 |
| Császári Gárda                                                                    | Jean-Baptiste Bessiéres marsall | Jean-Baptiste Bessiéres marsall | Jean-Baptiste Bessiéres marsall | 5674 |
| Császári Gárda gyalogsága                                                         | | | | |
| 1.dandár                                                                          | Pierre Auguste Hulin dandártábornok | Pierre Auguste Hulin dandártábornok | Pierre Auguste Hulin dandártábornok | Pierre Auguste Hulin dandártábornok |
| Gyalogos gránátosok Jean-Marie-Pierre-Fracois Lepaige Dorsenne ezredes            | 2 | 1519 | | |
| 2.dandár                                                                          | Jerome Solés dandártábornok | Jerome Solés dandártábornok | Jerome Solés dandártábornok | Jerome Solés dandártábornok |
| Gyalogos vadászok Jean Louis Gros őrnagy                                          | 2 | 1613 | | |
| 3.dandár                                                                          | Teodoro Lecchi dandártábornok Itáliai Gárda | Teodoro Lecchi dandártábornok Itáliai Gárda | Teodoro Lecchi dandártábornok Itáliai Gárda | Teodoro Lecchi dandártábornok Itáliai Gárda |
| Gyalogos gránátosok                                                               | 1 | 753 | | |
| Gyalogos vadászok                                                                 | 1 | 753 | | |
| Császári Gárda lovassága                                                          | | | | |
| Elit csendőrség                                                                   | | | Brünnbe kikülönítve | |
| 1.dandár                                                                          | Michel Ordener dandártábornok | Michel Ordener dandártábornok | Michel Ordener dandártábornok | Michel Ordener dandártábornok |
| Lovas gránátosezred Louis Lepic ezredes                                           | 4 | 706 | | |
| 2.dandár                                                                          | Francois Louis de Morland alezredes | Francois Louis de Morland alezredes | Francois Louis de Morland alezredes | Francois Louis de Morland alezredes |
| Lovas vadászezred Nicolas Dahmann alezredes                                       | 4 | 375 | | |
| Mamelukok                                                                         | 0,5 | | | |
| Tüzérség                                                                          | | | | |
| 1.század lovastüzérség                                                            | 8 | 540 | | |
| 2.század lovastüzérség                                                            | 8 | 540 | | |
| Az Itáliai Királyi Gárda lovas tüzérei                                            | 8 | 540 | | |
| Tengerészzászlóalj Francois.Henri-Eugéne Dagier őrnagy                            | 1 | 120 | | |
| 1.(Gránátos)hadosztály                                                            | Nicolas Charles Odinot hadosztálytábornok Géraud Christophe Michel Duroc hadosztálytábornok | Nicolas Charles Odinot hadosztálytábornok Géraud Christophe Michel Duroc hadosztálytábornok | Nicolas Charles Odinot hadosztálytábornok Géraud Christophe Michel Duroc hadosztálytábornok | 4994 |
| Az 5. hadtesből kikülönítve, megosztott parnacsnkoság                             | | | | |
| 1.dandár                                                                          | Claude Joseph de Laplanche-Morthiérres dandártábornok | Claude Joseph de Laplanche-Morthiérres dandártábornok | Claude Joseph de Laplanche-Morthiérres dandártábornok | Claude Joseph de Laplanche-Morthiérres dandártábornok |
| 1.gránátosezred Jacques Froment ezredes                                           | 2 | 762 | 13.és 58. sorgyalogezred | |
| 2.gránátosezred Michel Sylvestre Brayer őrnagy                                    | 2 | 1025 | 9.és 81. sorgyalogezred | |
| 2.dandár                                                                          | Pierre Louis Dupas dandártábornok | Pierre Louis Dupas dandártábornok | Pierre Louis Dupas dandártábornok | Pierre Louis Dupas dandártábornok |
| 3.gránátosezred Jean Adam Schramm ezredes                                         | 2 | 941 | 2.és 3. könnyűgyalogezred | |
| 4.gránátosezred Marc Cabannes de Puymisson őrnagy                                 | 2 | 857 | 28.és 31. könnyűgyalogezred | |
| 3.dandár                                                                          | Francois Ambale Ruffin dandártábornok | Francois Ambale Ruffin dandártábornok | Francois Ambale Ruffin dandártábornok | Francois Ambale Ruffin dandártábornok |
| 5.gránátosezred                                                                   | 2 | 1070 | 12.és 15. könnyűgyalogezred | |
| Tüzérség                                                                          | | | | |
| 1.század 1.gyalogos-tüzérezred                                                    | 6 | 339 | | |
| 4.század 5.lovas-tüzérezred                                                       | 2 | 339 | | |
| nagy ágyúpark                                                                     | 18 | 400 | | |
| Teljes Haderő (becsült)                                                           | Teljes Haderő (becsült) | Teljes Haderő (becsült) | Teljes Haderő (becsült) | 74 995 |

## A koalíciós hadsereg hadrendje Austerlitznél
| Általános Főparancsnok | I.Sándor, Oroszország cárja | I.Sándor, Oroszország cárja | I.Sándor, Oroszország cárja | I.Sándor, Oroszország cárja |
| --- | --- | --- | --- | --- |
| Táborkari fönők | Franz von Weyrother vezérőrnagy | Franz von Weyrother vezérőrnagy | Franz von Weyrother vezérőrnagy | Franz von Weyrother vezérőrnagy |
| Fősszállásmester | Pjtor Kornyilovics Szuhtyelen altábornagy | Pjtor Kornyilovics Szuhtyelen altábornagy | Pjtor Kornyilovics Szuhtyelen altábornagy | Pjtor Kornyilovics Szuhtyelen altábornagy |
| Tűzérségi felügyelő Hadsegédek | Alekszej Andrejevics Arakszejev altábornagy Pjotr Petrovics Dolgorukov vezérőrnagy (vezényelt) Grigorij Ivanovics Gagarin herceg, vezérőrnagy Krisztof Andrejevics Liven vezérőrnagy Fjodor Petrovics Uvarov vezérőrnagy (kijelölt) Dmitrij Mihajlovics Volkonszkij herceg, vezérőrnagy Ferdinand Fjodorovics Wintzingerode vezérőrnagy | Alekszej Andrejevics Arakszejev altábornagy Pjotr Petrovics Dolgorukov vezérőrnagy (vezényelt) Grigorij Ivanovics Gagarin herceg, vezérőrnagy Krisztof Andrejevics Liven vezérőrnagy Fjodor Petrovics Uvarov vezérőrnagy (kijelölt) Dmitrij Mihajlovics Volkonszkij herceg, vezérőrnagy Ferdinand Fjodorovics Wintzingerode vezérőrnagy | Alekszej Andrejevics Arakszejev altábornagy Pjotr Petrovics Dolgorukov vezérőrnagy (vezényelt) Grigorij Ivanovics Gagarin herceg, vezérőrnagy Krisztof Andrejevics Liven vezérőrnagy Fjodor Petrovics Uvarov vezérőrnagy (kijelölt) Dmitrij Mihajlovics Volkonszkij herceg, vezérőrnagy Ferdinand Fjodorovics Wintzingerode vezérőrnagy | Alekszej Andrejevics Arakszejev altábornagy Pjotr Petrovics Dolgorukov vezérőrnagy (vezényelt) Grigorij Ivanovics Gagarin herceg, vezérőrnagy Krisztof Andrejevics Liven vezérőrnagy Fjodor Petrovics Uvarov vezérőrnagy (kijelölt) Dmitrij Mihajlovics Volkonszkij herceg, vezérőrnagy Ferdinand Fjodorovics Wintzingerode vezérőrnagy |
| Kíséret | | | | |
| Pavlográdi huszárezred | 0,5 | 40 | A csata során a 4. oszloppal együtt harcolt. | A csata során a 4. oszloppal együtt harcolt. |
| | Zászlóalj/ Lovasszázad/ Löveg | Létszám | Megjegyzés | |
| A Csapatok Főparancsnoka | Mihail Ilarionovics Kutuzov gyalogsági tábornok | Mihail Ilarionovics Kutuzov gyalogsági tábornok | Mihail Ilarionovics Kutuzov gyalogsági tábornok | Mihail Ilarionovics Kutuzov gyalogsági tábornok |
| Ügyeletes tábornok | Ivan Nyikityics Inzov vezérőrnagy | Ivan Nyikityics Inzov vezérőrnagy | Ivan Nyikityics Inzov vezérőrnagy | Ivan Nyikityics Inzov vezérőrnagy |
| Főszállásmester | Loggin Ivanovics Gerard vezérőrnagy | Loggin Ivanovics Gerard vezérőrnagy | Loggin Ivanovics Gerard vezérőrnagy | Loggin Ivanovics Gerard vezérőrnagy |
| Az orosz tüzérség parancsnoka | Pjotr Ivanovics Meller-Zakomelszkij altábornagy | Pjotr Ivanovics Meller-Zakomelszkij altábornagy | Pjotr Ivanovics Meller-Zakomelszkij altábornagy | Pjotr Ivanovics Meller-Zakomelszkij altábornagy |
| Az orosz lovas tüzérség parancsnoka | Nyikolaj Ivanovics Bogdanov vezérőrnagy | Nyikolaj Ivanovics Bogdanov vezérőrnagy | Nyikolaj Ivanovics Bogdanov vezérőrnagy | Nyikolaj Ivanovics Bogdanov vezérőrnagy |
| Az orosz önkéntes tüzérség parancsnoka | Andrej Andrejevics Arakszejev vezérőrnagy | Andrej Andrejevics Arakszejev vezérőrnagy | Andrej Andrejevics Arakszejev vezérőrnagy | Andrej Andrejevics Arakszejev vezérőrnagy |
| Főhadmérnök | Glukov tábornok | Glukov tábornok | Glukov tábornok | Glukov tábornok |
| Az osztrák sereg parancsnoka | Johann Liechtenstein herceg, altábornagy | Johann Liechtenstein herceg, altábornagy | Johann Liechtenstein herceg, altábornagy | Johann Liechtenstein herceg, altábornagy |
| Megfigyelő | I./II. Ferenc osztrák/római császár Karl Schwarzenberg herceg, altábornagy | I./II. Ferenc osztrák/római császár Karl Schwarzenberg herceg, altábornagy | I./II. Ferenc osztrák/római császár Karl Schwarzenberg herceg, altábornagy | I./II. Ferenc osztrák/római császár Karl Schwarzenberg herceg, altábornagy |
| Főszállásmester | Buda vezérőrnagy | Buda vezérőrnagy | Buda vezérőrnagy | Buda vezérőrnagy |
| Hadsegéd | Lamberti altábornagy | Lamberti altábornagy | Lamberti altábornagy | Lamberti altábornagy |
| Kíséret | | | | |
| 1.Császár-vértestezred | 2 | 140 | Nem vett részt a csatában. | |
| Balszárny | Fjodor Fjodorovics Buxhöwden altábornagy Az első három oszlop parancsnoka | Fjodor Fjodorovics Buxhöwden altábornagy Az első három oszlop parancsnoka | Fjodor Fjodorovics Buxhöwden altábornagy Az első három oszlop parancsnoka | Fjodor Fjodorovics Buxhöwden altábornagy Az első három oszlop parancsnoka |
| Elővéd (Bal) | Br. Michael Von Kienmayer Altábornagy | Br. Michael Von Kienmayer Altábornagy | Br. Michael Von Kienmayer Altábornagy | 4665 |
| Lovasdandár | Johann Nepomuk Nositz vezérőrnagy | Johann Nepomuk Nositz vezérőrnagy | Johann Nepomuk Nositz vezérőrnagy | Johann Nepomuk Nositz vezérőrnagy |
| 4. Hessen-Homburg-huszárezred Johann von Mohr ezredes | 6 | 225 | | |
| 2. Schwarzenberg-ulanusezred | 0,5 | 100 | Az ezredtartalékból | |
| 1. Merveldt-ulanusezred | 0,5 | 40 | Az ezredtartalékból | |
| Lovasdandár | Hg.Moritz Liechtenstein vezérőrnagy | Hg.Moritz Liechtenstein vezérőrnagy | Hg.Moritz Liechtenstein vezérőrnagy | Hg.Moritz Liechtenstein vezérőrnagy |
| 11. székely huszárezred Gabriel Ereninger von Oedenburg ezredes | 5 | 500 | | |
| Lovasdandár | Br. Karl von Stutterheim vezérőrnagy | Br. Karl von Stutterheim vezérőrnagy | Br. Karl von Stutterheim vezérőrnagy | Br. Karl von Stutterheim vezérőrnagy |
| 3. O’Reilly-svalizsérezred Friedrich Degenfeld-Schonburg ezredes | 8 | 900 | | |
| Támogató tüzérség | | | | |
| Osztrák lovastüzér-ütegek Degenfeld ezredes | 4 | 125 | | |
| Gyalogosdandár | Carneville vezérőrnagy | Carneville vezérőrnagy | Carneville vezérőrnagy | Carneville vezérőrnagy |
| 2. székely határőrezred Johann Grammont ezredes | 2 | 1100 | | |
| 1. székely határőrezred Georg Knesevich ezredes | 2 | 1000 | | |
| 7. brodi határőrezred Desullenovich alezredes | 1 | 500 | | |
| Támogató tüzérség | 8 zászlóaljágyú | | | |
| Különítmény | Rakovszky alezredes Nem tért vissza az oszlophoz, a 4. oszlop visszavonulását fedezte. | Rakovszky alezredes Nem tért vissza az oszlophoz, a 4. oszlop visszavonulását fedezte. | Rakovszky alezredes Nem tért vissza az oszlophoz, a 4. oszlop visszavonulását fedezte. | Rakovszky alezredes Nem tért vissza az oszlophoz, a 4. oszlop visszavonulását fedezte. |
| 4. Hessen-Homburg-huszárezred Rakovszky alezredes | 2 | 75 | | |
| 11. székely huszárezred | 2 | 100 | | |
| 1. Oszlop | Dmitrij Szergejevics Dohturov Altábornagy | Dmitrij Szergejevics Dohturov Altábornagy | Dmitrij Szergejevics Dohturov Altábornagy | 11745 |
| Elővéd | Ivan Ivanovics Miller | Ivan Ivanovics Miller | Ivan Ivanovics Miller | Ivan Ivanovics Miller |
| 7. vadászezred Ezredtulajdonos: Ivan Ivanovics Miller-3 vezérőrnagy Parancsnok: Pavel Petrovics Tolbuhin ezredes A 3. oszlop egyik dandárjának parancsnoka                                    | 1 | 413 | 3. zászlóalj, a 3. oszlopból különítve november 29-én | |
| 5. vadászezred Ezredtulajdonos: Fjodor Grigorjevics Egel ezredes Parancsnok: Fjodor Ivanovics Pantenyiusz őrnagy                                                                              | 1 | 396 | 3. zászlóalj. Az 1. és 2. zászlóalj kikülönülve Bagratyion elővédjéhez november 29-én Gogel vezényelte az ezred és az elővéd főerejét,. | |
| Kudzevics-utaszászlóalj | 0,25 | 160 | | |
| Dandár | Fjodor Fjodorovics Leviz vezérőrnagy | Fjodor Fjodorovics Leviz vezérőrnagy | Fjodor Fjodorovics Leviz vezérőrnagy | Fjodor Fjodorovics Leviz vezérőrnagy |
| Új ingermannlandi muskétásezred Ezredtulajdonos és parancsnok: br. Ivan Karlovics Rozen altábornagy                                                                                           | 3 | 1787 | | |
| Jaroszlavi muskétásezred Ezredtulajdonos: Fjodor Fjodorovics Leviz altábornagy Parancsnok: Oszip Karlovics Szokolovszkij alezredes                                                            | 3 | 1337 | A dandár parancsnoka | |
| Támogató tüzérség | 12 zászlóaljágyú | | | |
| Dandár | Nyikolaj Ivanovics Ligersz vezérőrnagy | Nyikolaj Ivanovics Ligersz vezérőrnagy | Nyikolaj Ivanovics Ligersz vezérőrnagy | Nyikolaj Ivanovics Ligersz vezérőrnagy |
| Vlagyimiri muskétásezred Ezredtulajdonos: Szergy Koryolovics Szevernyij vezérőrnagy Parancsnok: Ivan Ivanovics Djenyiszjev alezredes                                                          | 3 | 1543 | | |
| Brjanszki muskétásezred Ezredtulajdonos: Nyikolaj Ivanovics Ligersz vezérőrnagy Parancsnok: Nyikolaj Krilovics Ruhov ezredes                                                                  | 3 | 1311 | A dandár parancsnoka | |
| Támogató tüzérség | 12 zászlóaljüteg | | | |
| Dandár | Nyikolaj Jurijevics Uruszov vezérőrnagy | Nyikolaj Jurijevics Uruszov vezérőrnagy | Nyikolaj Jurijevics Uruszov vezérőrnagy | Nyikolaj Jurijevics Uruszov vezérőrnagy |
| Vjatkai muskétásezred Ezredtulajdonos: Nyikolaj Jurijevics Uruszov vezérőrnagy Parancsnok: Bibikov ezredes                                                                                    | 3 | 1289 | Az 1. oszlop parancsnoka | |
| Moszkvai muskétásezred Ezredtulajdonos: Dmitrij Szergejevics Dohturov altábornagy Parancsnok: Nyikolaj Szemjonovics Szulima                                                                   | 3 | 1637 | | |
| Kijevi gránátosezred Ezredtulajdonos: Karl Friedrich sachsen-weimar herceg, altábornagy Parancsnok: Ivan Nyikitis Inzov                                                                       | 3 | 1175 | Tiszteletbeli Ügyeletes tábornok | |
| Támogató tüzérség: | 16 zászlóaljüteg | | | |
| Támogató lovasság | | | | |
| Doni Gyenyiszov-kozákezred | 2 | 200 | | |
| Nehéztüzérség | Jakov Karlovics Sziversz ezredes | Jakov Karlovics Sziversz ezredes | Jakov Karlovics Sziversz ezredes | Jakov Karlovics Sziversz ezredes |
| 3.tüzérezred, nehézüteg Sziversz ezredes | 12 | 250 | | |
| 3.tüzérezred, nehézüteg Szigizmund őrnagy | 12 | 250 | | |
| 2. Oszlop | Alexandre Andrault De Langeron altábornagy | Alexandre Andrault De Langeron altábornagy | Alexandre Andrault De Langeron altábornagy | 10959 |
| Elővéd | Vaszilij Danilovics Laptyev ezredes | Vaszilij Danilovics Laptyev ezredes | Vaszilij Danilovics Laptyev ezredes | Vaszilij Danilovics Laptyev ezredes |
| 8.vadászezred Parancsnok:Vaszilij Danilovics Laptyev ezredes | | | | |
| Berg-utászszázad | 0,25 | 160 | orosz | |
| Fősereg | Zahar Dmitrijevics Olszufjev vezérőrnagy | Zahar Dmitrijevics Olszufjev vezérőrnagy | Zahar Dmitrijevics Olszufjev vezérőrnagy | Zahar Dmitrijevics Olszufjev vezérőrnagy |
| Viborgi muskétásezred Ezredtulajdonos:Zahar Dmitrijevics Olszufjev vezérőrnagy Parancsnok: Jegor Makszimovics Pilar alezredes                                                                 | 3 | 2052 | A dandár parancsnoka | |
| Permi muskétásezred Ezredtulajdonos: Georg Friedrich Kümmertin altábornagy Parancsnok: Andrej Andrejevics Kuznyecov ezredes                                                                   | 3 | 2047 | A 3. oszlop parancsnoka | |
| Kurszki muskétásezred Ezredtulajdonos: Ignatyij Jakovlevics Przybyszewszkij Parancsnok: Alekszej Matvejevics Szeleriszcev ezredes                                                             | 3 | 2032 | A 3. oszlop parancsnoka | |
| Támogató tüzérség: | 18 zászlóaljüteg | | | |
| Rjasszki muskétásezred Ezredtulajdonos: Alekszej Fjodorovics Langeron altábornagy Parancsnok: Bogdanov alezredes                                                                              | 3 | 2054 | A 2. oszlop parancsnoka | |
| Tartalék | Szergej Mihajlovics Kamenszkij vezérőrnagy | Szergej Mihajlovics Kamenszkij vezérőrnagy | Szergej Mihajlovics Kamenszkij vezérőrnagy | Szergej Mihajlovics Kamenszkij vezérőrnagy |
| Fanagoriai muskétásezred Ezredtulajdonos: Szergej Mihajlovics Kamenszkij Parancsnok: nem volt                                                                                                 | 3 | 2054 | A dandár parancsnoka | |
| Támogató tüzérség: | 12 zászlóaljüteg | | | |
| Támogató lovasság | Mihail Dmitrijevics Balk alezredes | Mihail Dmitrijevics Balk alezredes | Mihail Dmitrijevics Balk alezredes | Mihail Dmitrijevics Balk alezredes |
| Az 5. oszlopból kikülönítve december 2-án délelőtt | | | | |
| Pétervári dragonyosezred Parancsnok: Balk alezredes | 2 | | A 4. és 5. század, az 5. oszlop haderejéhez számolva | |
| Iszajev-kozákezred | 1 | | Az 5. oszlop haderejéhez számolva | |
| 3. Oszlop | Ignatyij Jakovlevics Przybyszewszki altábornagy | Ignatyij Jakovlevics Przybyszewszki altábornagy | Ignatyij Jakovlevics Przybyszewszki altábornagy | 8527 |
| Elővéd | Ivan Ivanovics Miller vezérőrnagy | Ivan Ivanovics Miller vezérőrnagy | Ivan Ivanovics Miller vezérőrnagy | Ivan Ivanovics Miller vezérőrnagy |
| 7.vadászezred Ezredtulajdonos: Ivan Ivanovics Miller vezérőrnagy Parancsnok: Pavel Petrovics Tolbuhin ezredes                                                                                 | 2 | 823 | 1.és 2. szászlóalj. A 3. zászlóalj az 1.oszlophoz áthelyezve november 29-én Az 1. oszlopban lévő különítmény parancsnoka | |
| 8.vadászezred Parancsnok: Vaszilij Danilovics Laptyev ezredes | 1 | 286 | 3.zlj.kikülönítve a 2.oszlopból dec. 2-án de. Az ezred főseregének parancsnoka 0 2.oszlopon belül | |
| Viribov-utászszázad | 0.25 | 160 | | |
| Fősereg | Fjodor Boriszovics Sztirk vezérőrnagy | Fjodor Boriszovics Sztirk vezérőrnagy | Fjodor Boriszovics Sztirk vezérőrnagy | Fjodor Boriszovics Sztirk vezérőrnagy |
| Galíciai muskétásezred Ezredtulajdonos: Ivan Antonovics Losakov vezérőrnagy Parancsnok: Andrej Andrejevics Vojejkovezredes                                                                    | 3 | 1487 | | |
| Butirszki muskétásezred Ezredtulajdonos: Fjodor Boriszovics strik vezérőrnagy Parancsnok: Mihail Lvovics Treszkin alezredes                                                                   | 3 | 2055 | | |
| Dandárparancsnok | | | | |
| Narvai muskétásezred Ezredtulajdonos: Joszip Vasziljevics Rofgot altábornagy Parancsnok: nem volt                                                                                             | 3 | 1921 | Elentmontások miatn ne biztos hogy jelen volt | |
| Támogató tüzérség: | 18 zászlóaljüteg | | | |
| Tartalék | Georg Friedrich Wimpfen altábornagy | Georg Friedrich Wimpfen altábornagy | Georg Friedrich Wimpfen altábornagy | Georg Friedrich Wimpfen altábornagy |
| Podoliai muskétásezred Ezredtulajdonos: Mihail Ivanovics Levickij Parancsnok: Nyecszajev alezredes                                                                                            | 3 | 799 | | |
| Azovi muskétásezred Ezredtulajdonos: Alekszej Abramovics Szelezkov vezérőrnagy Parancsnok: Otto Vlagyimirovics Stakehberg alezredes                                                           | 3 | 996 | | |
| Támogató tüzérség: | 12 zászlóaljüteg | | | |
| Közép | Mihail Ilarionovics Kutuzov gyalogsági tábornok | Mihail Ilarionovics Kutuzov gyalogsági tábornok | Mihail Ilarionovics Kutuzov gyalogsági tábornok | Mihail Ilarionovics Kutuzov gyalogsági tábornok |
| 3. Oszlop | Miloradovics altábornagy és Kollowrath táborszernagy | Miloradovics altábornagy és Kollowrath táborszernagy | Miloradovics altábornagy és Kollowrath táborszernagy | 13 035 |
| Elővéd | Wodianszkij vezérőrnagy | Wodianszkij vezérőrnagy | Wodianszkij vezérőrnagy | Wodianszkij vezérőrnagy |
| 1.János-dragonyos ezred Ludwig von Hentzty ezredes | 2 | 125 | | |
| Novgorodi muskétásezred Parancsnok: Fjodor Fjodorovics Mohatyin alezredes | 2 | 825 | 2.és 3.zászlóalja | |
| Apseroni muskétásezred Morozov százados | 1 | 402 | 1.(gránátos)zászlóalj | |
| Dreier-utaszásztad (osztrák) | 0,25 | 160 | | |
| Hadosztály | Mihail Andrejevics Miloradovics altábornagy | Mihail Andrejevics Miloradovics altábornagy | Mihail Andrejevics Miloradovics altábornagy | 4311 |
| Dandár | Szergej Jakovlevics Repninszkij vezérőrnagy | Szergej Jakovlevics Repninszkij vezérőrnagy | Szergej Jakovlevics Repninszkij vezérőrnagy | Szergej Jakovlevics Repninszkij vezérőrnagy |
| Novgorodi muskétásezred Ezredtulajdonos: Szergej Jakovlevics Repninszkij vezérőrnagy Parancsnok: Fjodor Fjodorovics Mohatyin alezredes                                                        | 1 | 412 | 1.(gránátos)zászlóalj A dandár parancsnoka 2.és 3.zászlóaljjal a 4 oszlop elővédjében | |
| Apseroni muskétásezred Ezredtulajdonos: Mihail Andrejevics Miloradovics altábornagy Parnacsnok: Alekszej Vazsiljevics Szibirszkij                                                             | 2 | 805 | 2.és 3.zászlóalj A hadosztályparancsnoka | |
| Dandár | Grigorij Makszimovics Berg vezérőrnagy | Grigorij Makszimovics Berg vezérőrnagy | Grigorij Makszimovics Berg vezérőrnagy | Grigorij Makszimovics Berg vezérőrnagy |
| Kisorosz gránátosezred Ezredtulajdonos:Karl Ludwig Friedrich von Baden gyalogsági tábornok Parancsnok: Grigorij Makszimovics Berg vezérőrnagy                                                 | 3 | 1466 | Tiszteletbeli pozíció A dandár parancsnoka | |
| Szmolenszki muskétásezred Ezredtulajdonos:Pjotr Mihajlovics Koljubakin vezérőrnagy Parancsnok: br. Leontyij Hrisztoforovics Oszryen-Szaken ezredes                                            | 3 | 1398 | | |
| Tüzérség | | | | |
| 3. tüzérezred, nehézüteg Dmitrij Ivanovics Kudrjavcev ezredes | 12 | 250 | | |
| Támogató tüzérség | 24 zászlóaljüteg | | | |
| Hadosztály | Johann Karl Kollowrath-Krakowsky táborszernagy | Johann Karl Kollowrath-Krakowsky táborszernagy | Johann Karl Kollowrath-Krakowsky táborszernagy | 7212 |
| Dandár | Ferdinand Von Sterndahl ezredes (megbízott dandárparancsnok) | Ferdinand Von Sterndahl ezredes (megbízott dandárparancsnok) | Ferdinand Von Sterndahl ezredes (megbízott dandárparancsnok) | Ferdinand Von Sterndahl ezredes (megbízott dandárparancsnok) |
| 23. Salzburg-gyalogezred Ferdinand Von Sterndahl ezredes | 6 | 2800 | Rottermund menetdandárjának része. | |
| Dandár | Gr.Rottermund vezérőrnagy | Gr.Rottermund vezérőrnagy | Gr.Rottermund vezérőrnagy | Gr.Rottermund vezérőrnagy |
| 20. Kaunitz-gyalogezred von Brestern őrnagy | 1 | 300 | 6. szászlóalj Rottermund menetdandárjának része. | |
| 24. Auersperg-gyalogezred Bach von ulm alezredes | 1 | 600 | 6. szászlóalj Rottermund menetdandárjának része. | |
| 1. Császár-gyalogezred | 1 | 700 | 6. szászlóalj Rottermund menetdandárjának része. | |
| 9.Czartoryski-gyalogezred gr. Orlandini százados | 1 | 600 | 2. szászlóalj Rottermund menetdandárjának része. | |
| Dandár | von Jurczik vezérőrnagy | von Jurczik vezérőrnagy | von Jurczik vezérőrnagy | von Jurczik vezérőrnagy |
| 55. Reiss.Greitz-gyalogezred Scovaud alezredes | 1 | 300 | 6. szászlóalj | |
| 38.Wüttemberg-gyalogezred Lompret őrnagy | 1 | 500 | 3. szászlóalj | |
| 58.Beaulieu-gyalogezred | 1 | 500 | 3. szászlóalj | |
| 49.Kerpen-gyalogezred Mahler őrnagy | 1 | 312 | 6. szászlóalj | |
| 29.Lindau-gyalogezred | 1 | 400 | 6. szászlóalj | |
| Támogató tüzérség | 8 | 200 | Nehézlöveg | |
| | 28 zászlóaljüteg | | | |
| Különítmény | Rakovsky alezredes | Rakovsky alezredes | Rakovsky alezredes | |
| Kienmayer elővédjéből leválasztva | | | | |
| 4. Hessen-Homburg-huszárezred | | 2 | Az elővéd haderejéhez számítva | |
| 11.székely huszárezred | | 1 | Az elővéd haderejéhez számítva | |
| Cári Gárda | Konsztantyin Nagyherceg | Konsztantyin Nagyherceg | Konsztantyin Nagyherceg | 10608 |
| 1.gárdaoszlop | Konsztantyin Nagyherceg | Konsztantyin Nagyherceg | Konsztantyin Nagyherceg | 7163 |
| Preobrozsneszkojei gárdaezred Ezredtulajdonos: I. Sándor cár Parancsnok: Pjotr Alexandrovics Tolsztoj altábornagy Megbízott parancsnok: Mihail Tyimofejevics Kozlovszkij ezredes              | 2 | 1491 | 1.és 3. zászlóalj A szövetséges hadsereg főarancsnoka A hannoveri erők parancsnoka | |
| Szemjonovszkojei gárdaezred Ezredtulajdonos: I. Sándor cár Parancsnok: Leontyij Ivanovics Gyepreradovics vezérőrnagy                                                                          | 2 | | 1.és 3. zászlóalj A szövetséges hadsereg főarancsnoka | |
| Izmajlovói gárdaezred Ezredtulajdonos: Nyikolaj Pavlovics nagyherceg Parancsnok: Pjotr Fjodorovics Maljuntyin altábornagy                                                                     | | | 1.és 3. zászlóalj Szentpéterváron maradt. A 2. gárdaoszlop parancsnoka | |
| Meghívott parancsnok: Matvej Jegorovics Hrapovickij ezredes | 2 | 1461 | | |
| Cári Gárda vadászzászlóalja Ezredtulajdonos: Pjotr Ivanovics Bagratyiony altábornagy Parancsnok: gr. Emmanuil Francevics Szen Francsevisz Szer-Pri                                            | 1 | 483 | Az elővéd parancsnoka | |
| Cári Gárda lovassága Ezredtulajdonos: Konsztantyin Pavlovics nagyherceg Parancsnok: Ivan Fjodorovics Jankovics vezérőrnagy                                                                    | 5 | 784 | A gárdaoszlopparancsnoka | |
| Cári Gárda huszársága Ezredtulajdonos: hg. Ludwig von Württemberg lovassági tábornok Parancsnok: Andrej Szemjonovics Kologirov tábornok                                                       | 5 | 690 | | |
| Cári Gárda tüzérzászlóalja Ivan Fjodorovics Kaszperszkij vezérőrnagy | | | | |
| A Gárda lovastüzér-százada Vaszilij Grigorjevics Kosztyenyickij ezredes | 10 | 192 | | |
| A Gárda nehéztüzérszázada Fjodor Fjodorovics Rall ezredes | 12 | 280 | | |
| A Gárda könnyű tüzérszázada Alekszandr Hrisztoforovics Ejler százados | 10 | 148 | 4 ágyút a Preobrozsneszkojei-ezred zászlóaljai használtak | |
| A Gárda könnyű tüzérszázada Fjodor (Fridrih) Ivanovics Reszlejn ezredes | 10 | 148 | 8 ágyút a Szemjonovszkojei és az Izmajlovói ezred zászlóaljai használtak. A két könnyützüzérszázad többi 8 ágyúját egy ütegbe vonták össze (nem használták zászlóaljágyúként). | |
| 2.gárdaoszlop | Pjotr Fjodorovics Maljutyin altábornagy | Pjotr Fjodorovics Maljutyin altábornagy | Pjotr Fjodorovics Maljutyin altábornagy | 3437 |
| Cári Gárda gránátoszászlóalja Ezredtulajdonos: I. Sándor cár Parancsnok: Vaszilij Mihajlovics Lobanov altábornagy                                                                             | 3 | 2134 | A szövetséges hadsereg főarancsnoka | |
| Cavalier-gárdaezred Ezredtulajdonos: Fjodor Petrovics Uvarov hadsegéd Parancsnok: Nyikolaj Ivanovics Gyepreradovics vezérőrnagy                                                               | 5 | 766 | Az 5. oszlopban dandárparancsnok | |
| Cári Gárda kozákezrede Parancsnok: Pjotr Abramovics Csernozubov ezrdes | 2 | 295 | | |
| Támogató tüzérség | | | | |
| 4. tüzérezred nehézszázada Alekszej Ivanovics Mertyensz ezredes | 6 | 121 | | |
| A Cári Gárda Tüzérzzászlóaljának könnyűszázada | 6 | 121 | A gránátoszázlóalj ágyúi | |
| 3. Oszlop | Johann Liechtenstein herceg, altábornagy | Johann Liechtenstein herceg, altábornagy | Johann Liechtenstein herceg, altábornagy | 8706 |
| Osztrák lovashadosztály | Hogenlohe altábornagy | Hogenlohe altábornagy | Hogenlohe altábornagy | Hogenlohe altábornagy |
| Dandár | Caramelli altábornagy | Caramelli altábornagy | Caramelli altábornagy | Caramelli altábornagy |
| 5. Nassau-vértesezred Friedrich von Minutillo ezredes | 8 | 300 | | |
| 7. Lotaringiai-vértesezred Clemens von Thünefeld | 8 | 300 | | |
| Dandár | Weber vezérőrnagy | Weber vezérőrnagy | Weber vezérőrnagy | Weber vezérőrnagy |
| 1. Császári vértesezred Wilhelm von Motzen ezredes | 6 | 420 | | |
| Támogató tüzérség | | | | |
| Lovastüzérségi üteg Zocchi százados | 8 | 200 | | |
| Orosz lovashadosztály | Alekszej Alkeszejevics von Essen altábornagy | Alekszej Alkeszejevics von Essen altábornagy | Alekszej Alkeszejevics von Essen altábornagy | 7486 |
| Dandár | Vaszilij Fjodorovics Sepelev vezérőrnagy | Vaszilij Fjodorovics Sepelev vezérőrnagy | Vaszilij Fjodorovics Sepelev vezérőrnagy | Vaszilij Fjodorovics Sepelev vezérőrnagy |
| Császárné-gárdavértesezred Ezredtulajdonos: Dimitrij Makszimovics Jeszipov vezérőrnagy Parancsnok: Jakov Oszipovics witt ezredes                                                              | 5 | 761 | A 4. és 5. századot a 2. oszlophoz különítették ki a december 2-én délelött. | |
| Szentpétervári dragonyosezred Ezredtulajdonos: Vaszilij Fjodorovics Sepelev altábornagy | 2 | 200 | A gárdaoszlop parancsnoka | |
| Konsztantyin-ulánusezred Ezredtulajdonos: Konsztanyin Pavlovics nagyherceg Parancsnok: Báró Jegor Ivanovics Meller-Zakomelszkij vezérőrnagy                                                   | 10 | 1386 | | |
| Gorgyejev doni kozákezrede | 5 | 500 | | |
| Iszajev doni kozákezrede | 4 | 500 | 1 század kikülönítve a 2. oszlophoz decmber 2-án délelőtt | |
| Támogató tüzérség | | | | |
| könnyű tüzérség Gavriil Alekszandrovics Ignatyev ezredes | 11 | 230 | | |
| Dandár | Fjodor Petrovics Uvarov vezérőrnagy (főhadsegéd) | Fjodor Petrovics Uvarov vezérőrnagy (főhadsegéd) | Fjodor Petrovics Uvarov vezérőrnagy (főhadsegéd) | Fjodor Petrovics Uvarov vezérőrnagy (főhadsegéd) |
| Csernyigovi dragonyosezred Ezredtulajdonos: von Essen altábornagy Parancsnok: Ivan Davidovics Pancsulidzev ezredes                                                                            | 5 | 782 | Hadsoztályparancsnok | |
| Harkovi dargonyosezred Ezredtulajdonos: Varfolomej Kaetanovics Gizsckij vezérőrnagy Parancsnok: Dimitrij Andrejevics Minyickij ezredes                                                        | 5 | 741 | | |
| Jelizavetgrádi huszárezred Ezredtulajdonos: Jerofej Kuzmics Osztyen Szaken Parancsnok: Grigorij Ivanovics Liszanyevics ezredes                                                                | 10 | 1356 | | |
| Gyeniszov doni kozákezrede | 3 | 300 | | |
| Melentyev doni kozákezrede | 5 | 500 | | |
| Támogató tüzérség | | | | |
| 1.lovastüzér-zászlóalj, könnyű tüzérüteg Alkeszej Petrovics Jermolov ezredes | 12 | 230 | | |
| Elővéd | Pjotr Ivanovics Bagratyion altábornagy | Pjotr Ivanovics Bagratyion altábornagy | Pjotr Ivanovics Bagratyion altábornagy | 13687 |
| Balszárny | | | | |
| 6.vadászezred Ezredtulajdonos: Karl Karlovics Ulanyiusz vezérőrnagy Parancsnok: Ivan Peterovics Belokopitov ezredes                                                                           | 3 | 922 | | |
| Mariupoli huszárezred Ezredtulajdonos: Pjtr Hrisztyinanovics Wittgenstein Parancsnok: Alekszej Andrejevics Lakszin ezredes                                                                    | 10 | 1234 | | |
| Kiszelev doni kozákezrede | 5 | 500 | | |
| Malakov doni kozákezrede | 4 | 500 | | |
| Jobbszárny | | | | |
| 5.vadászezred Ezredtulajdonos: Fjodor Grigorjevics Gogel ezrdes Parancsnok: Fjodor Ivanovics Panternyiusz őrnagy                                                                              | 2 | 794 | 1.és 2. zászlóalj A 3. zászlóaljat az 1. oszlophoz helyezték át november 29-én. Az 1.oszlop elővédjénél | |
| Pavlográdi huszárezred Ezredtulajdonos: Id. Karl Fjodorovics Bour altábornagy Rangidős parancsnok: Jefim Ignatyjevics Csaplic vezérőrnagy Parancsnok: Szemjon Davidovics Pancsulidzev ezredes | 10 | 1409 | Betegség miatt Oroszországban maradt | |
| Hanzsekov doni kozákezrede | 5 | 500 | | |
| Szizsojev doni kozákezrede | 5 | 500 | | |
| Dandár | Pjotr Petrovics Dolgorukij vezérőrnagy (főhadsegéd) | Pjotr Petrovics Dolgorukij vezérőrnagy (főhadsegéd) | Pjotr Petrovics Dolgorukij vezérőrnagy (főhadsegéd) | Pjotr Petrovics Dolgorukij vezérőrnagy (főhadsegéd) |
| Régi ingermanlandi muskétaezred Ezredtulajdonos: Grigorij Grigorjevics Engelgardt | 3 | 2023 | | |
| Pszkovi muskéztaezred Ezredtulajdonos: Mihail Illarinovics Golenyicsev Kutuzov Parancsnok: Jevhenyij Ivanovics Markov vezérőrnagy                                                             | 3 | 2050 | A hadsereg főparancsnoka | |
| Arhangelszki muskétaezred Ezredtulajdonos: Nyikolaj Mihajlovics Kamenszkij vezéőrnagy Parancsnok: Mihail Ivanovics Berlizehev ezredes                                                         | 3 | 1931 | | |
| Támogató tüzérség | 18 zászlóaljágyú | | | |
| Lovassági tartalék | | | | |
| Tveri dragonyosezred Ezredtulajdonos: Piusz Kszaverjevics Voropajszkij vezérőrnagy | 5 | 794 | | |
| Szentpétervári dargonyosezred Ezredtulajdonos: Vaszilij Fjodorovics Sepelev | 5 | 300 | 1.2.és 3. század Wischau után leválasztották az 5. oszlopról | |
| Támogató tüzérség | | | | |
| 1.lovas tüzérzászlóalj könnyű tüzérüteg Lev Mihajlovics Jasvil ezredes | 12 | 230 | | |
| Ágyúpark | | | | |
| 1.János-dragonyosezred Ludwig von Hentzy ezredes | | | | |
| Tüzérség | | | | |
| 1.orosz nehéztüzérszázad | 12 | | | |
| 2.orosz nehéztüzérszázad | 24 | | | |
| Részleteiben nem ismert osztrák tüzérség | | | | |
| A hadsereg összlétszáma (becsült szám, az uralkodói kíséreteket is beleszámolva) | A hadsereg összlétszáma (becsült szám, az uralkodói kíséreteket is beleszámolva) | A hadsereg összlétszáma (becsült szám, az uralkodói kíséreteket is beleszámolva) | A hadsereg összlétszáma (becsült szám, az uralkodói kíséreteket is beleszámolva) | 81112 |
| Oroszok (ágyúpark nélkül) | Oroszok (ágyúpark nélkül) | Oroszok (ágyúpark nélkül) | Oroszok (ágyúpark nélkül) | 68590 |
| Osztrákok | Osztrákok | Osztrákok | Osztrákok | 13522 |